# Eugenia polystachya
Eugenia polystachya là một loài thực vật có hoa trong Họ Đào kim nương. Loài này được Rich. mô tả khoa học đầu tiên năm 1792.